# Mendel Basch
Mendel Basch (lettisch Mendelis Bašs, russisch Мендель Хацкелевич Баш, Transkription Mendel Chazkelewitsch Basch; * 14. April 1919 in Riga; † 9. August 2012 ebenda) war ein lettischer Schlosser, Dirigent, Komponist und Hochschullehrer, der den Holocaust überlebte.

## Leben
Mendel war der erste von drei Söhnen eines Schuhmodellierers und seiner Frau. Nach eigener Aussage war der Vater „sehr musikalisch, besaß eine schöne Stimme, war Chorsänger in der Synagoge“. Auch Mendel war musikalisch und erhielt seit seinem sechsten Lebensjahr Klavierunterricht. Weil er aber gleich dem Vater Handwerker werden sollte, besuchte er ab 1937 die Jüdische Handwerkerschule und wurde Schlosser und Feinmechaniker. Neben seiner Arbeit studierte er auch an der Rigaer Musikhochschule, der späteren Lettischen Musikakademie Jāzeps Vītols, wo er die Kompositionsklasse besuchte.
Nach dem Überfall der Wehrmacht auf die Sowjetunion wurde er am 3. Juli 1941 zusammen mit dem Vater und seinem jüngeren Bruder Isaak verhaftet und ins Zentralgefängnis von Riga eingeliefert. Am 6. August wurde eine Gruppe von Ärzten und Handwerkern ausgesondert zur Zwangsarbeit, während alle anderen Juden im Bickernschen Wald ermordet wurden. Die drei Männer der Basch-Familie mussten in den Werkstätten des Sicherheitsdienstes der SS arbeiten. Zuerst wurden die Handwerker bei den Werkstätten in der Peterholmschen Straße untergebracht, danach im ehemaligen Werk „Lenta“. Als im Oktober 1944 die Wehrmacht vor der heranrückenden Roten Armee zurückwich, wurden alle Männer, auch der Vater und Mendels Bruder in das KZ Stutthof deportiert, wo die meisten ums Leben kamen, auch Mendels Verwandte. Er selber wurde im letzten Moment in Libau zurückgelassen, weil der SD einen Juwelier benötigte, der die Ringe und Schmucksachen der ermordeten Juden zerlegen sollte. Während eines heftigen Luftangriffs der sowjetischen Luftwaffe floh Mendel und rettete sein Leben.
Während sein Vater und der jüngere Bruder Isaak in Stutthof ums Leben kamen, hatte sich sein älterer Bruder Abram bereits 1939 nach Palästina abgesetzt und so den Holocaust überlebt.
Nach der Befreiung vom Nationalsozialismus setzte Mendel seine musikalische Ausbildung fort und schloss sein Studium 1948 bei Ādolfs Skulte (Komposition) und 1950 bei Leonīds Vīgners (Dirigieren) ab. Von 1950 bis 1996 lehrte er an der Musikakademie (ab 1982 als Professor) und von 1994 bis zu seiner Emeritierung 1999 an der Pädagogischen Hochschule in Riga. Er wirkte auch als Hauptdirigent ab 1959 am Theater Daugavpils, ab 1962 am Rigaer Operettentheater und von 1975 bis 1994 im Blasorchester von Riga. Er dirigierte viele Opern, Operetten und Konzerte. 
Als Komponist hinterließ Basch Oratorien, Orchesterwerke, Kammer-, Vokalmusik, Werke für Blasorchester und Filmmusik. Zudem komponierte er – nach einer Komödie von Rūdolfs Blaumanis – die Operette Trīnes grēki (Trines Sünden), die 1973 am Operettentheater Riga Premiere feierte und mehr als 170 Aufführungen erlebte. Mendel verfasste auch ein Requiem (1961) zum Andenken an alle ermordeten Juden, das der Lettische Rundfunk – allerdings nur ein einziges Mal – aufführte.
Basch trat auch als Zeitzeuge vor Schülern und in der Öffentlichkeit auf. Bei einer Buchlesung der Historikerin Anita Kugler am 3. März 2005 in Berlin hat er der Autorin Anerkennung über ihre Recherchearbeit zu den Judenmorden in Lettland ausgesprochen.

## Ehrungen
Am 28. Oktober 1999 wurde Mendelis Bašs mit der höchsten lettischen Auszeichnung geehrt, dem Drei-Sterne-Orden.